# Arnaldo Azzi
Arnaldo Azzi, italijanski general, * 23. december 1885, Ceneselli, † 25. november 1957.